# Eleutherine bulbosa
Eleutherine bulbosa är en irisväxtart som först beskrevs av Philip Miller, och fick sitt nu gällande namn av Ignatz Urban. Eleutherine bulbosa ingår i släktet Eleutherine och familjen irisväxter. Inga underarter finns listade i Catalogue of Life.